# Kariamy (rząd)
Kariamy (Cariamiformes) – rząd ptaków z podgromady Neornithes. Obejmuje dwa współczesne gatunki z rodziny kariam (Cariamidae), zamieszkujące Amerykę Południową oraz wymarłe rodziny Ameghinornithidae, Bathornithidae, Idiornithidae oraz Phorusrhacidae. Ptaki te dawniej zaliczano do rzędu żurawiowatych (Gruiformes), jednak badania genetyczne i morfologiczne sugerują wydzielenie ich jako osobnej grupy.

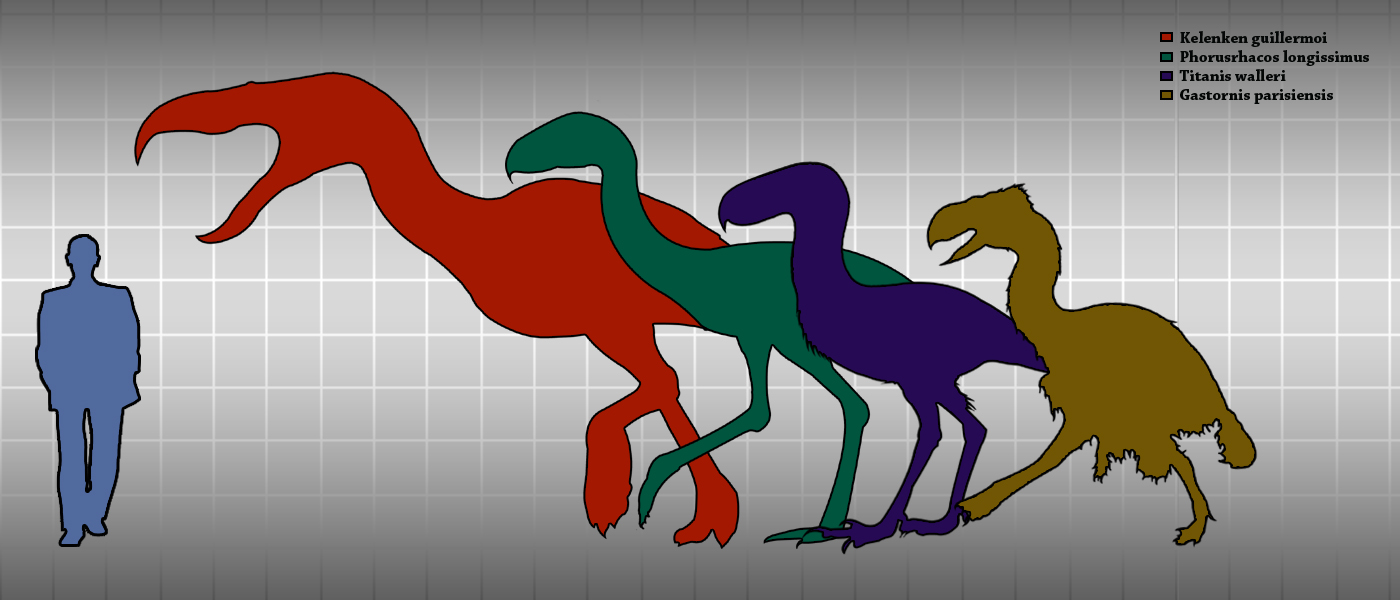
Sylwetki wymarłych przedstawicieli Cariamiformes: od lewej Kelenken, fororak, Titanis i podobny Gastornis z rodziny Gastornithidae

Współcześni przedstawiciele tego rzędu, kariamy, są średniej wielkości (długość ciała ok. 80 cm) ptakami biegającymi, które polują na owady, jaszczurki i węże. Formy wymarłe osiągały znacznie większe rozmiary, przekraczając dwa metry wzrostu i będąc szczytowymi drapieżnikami w Ameryce Południowej (rodzaj Titanis występował w Ameryce Północnej).